# Pool (konijnenras)

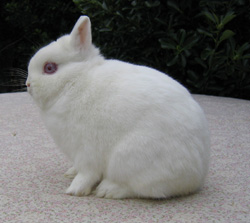
Pool Roodoog

De Pool is een konijnenras, een dwergras. Binnen dit ras komen er twee varianten voor, namelijk de pool roodoog en de pool blauwoog. Beide zijn wit van kleur en het meest kenmerkende verschil is de oogkleur, respectievelijk rood en blauw. Verder verschillen de twee variëteiten qua karakter van elkaar. Het ras pool is een leucistische dwerg en een van de kleinste rassen binnen de dwergkonijnen.
De pool heeft een gewicht tussen de 800 en 1250 gram, dat zo'n 6 tot 8 maanden na de geboorte bereikt wordt. Dit ras heeft een korte bouw zonder zichtbare hals. De schouders zijn even breed als het lichaam zelf. De oren zijn rond afgetopt en verhoudingsgewijs klein, maar de ogen zijn groot in verhouding tot het gezicht.
De pool is een dwergras door de aanwezigheid van de dwergfactor. Deze factor mogen de dwergen slechts van één ouder erven, anders zijn ze niet levensvatbaar. Door het fokken kunnen konijnen van het ras pool lijden aan epilepsie en kunnen ze een fel karakter hebben. Daarnaast kan de pool problemen krijgen met zijn tanden en heeft het ras last van haarballen. Het ras wordt gemiddeld 5 tot 6 jaar oud.